# Compsosaris flavidella
Compsosaris flavidella är en fjärilsart som beskrevs av August Busck 1914. Compsosaris flavidella ingår i släktet Compsosaris och familjen stävmalar. Inga underarter finns listade i Catalogue of Life.